# Danseskole
I en danseskole undervises i forskellige former af dans. Danseundervisningen, og den dermed forbundne formidling af social kompetence, blev tidligere anset for et vigtigt bidrag til opdragelsen. I dag foregår undervisningen generelt under langt mere afslappede forhold og anses af dem som kan lide at danse, som et vigtigt bidrag til livskvaliteten.
Efter at TV 2 fra 2005 startede med at sende underholdningsprogrammet "Vild med dans" har mange danseskoler kunnet mærke en stærk tilvækst i tilstrømningen af danselystne elever, ikke mindst af voksne elever.
Ligesom der findes forskellige danseretninger, findes også hos danseskolerne forskellige specialiseringer. Blandt de mange danseretninger kan nævnes standarddans, latinamerikansk dans, ballet, jazzballet, hip-hop, folkedans, breakdance, step-dance, Salsa, Son Cubano, Bachata og mange flere former. Ofte underviser de enkelte danseskoler i flere forskellige danseretninger.
Danseskolen Fredie Pedersen (FP) i København er Danmarks ældste familieejede danseskole etableret i 1935.[kilde mangler]
Københavns ældste danseskole er Østerbro Dans, som er etableret i 1916.
| Skole | Spire Denne artikel om en skole, en uddannelsesinstitution eller uddannelse er en spire som bør udbygges. Du er velkommen til at hjælpe Wikipedia ved at udvide den. |